# Wrohm

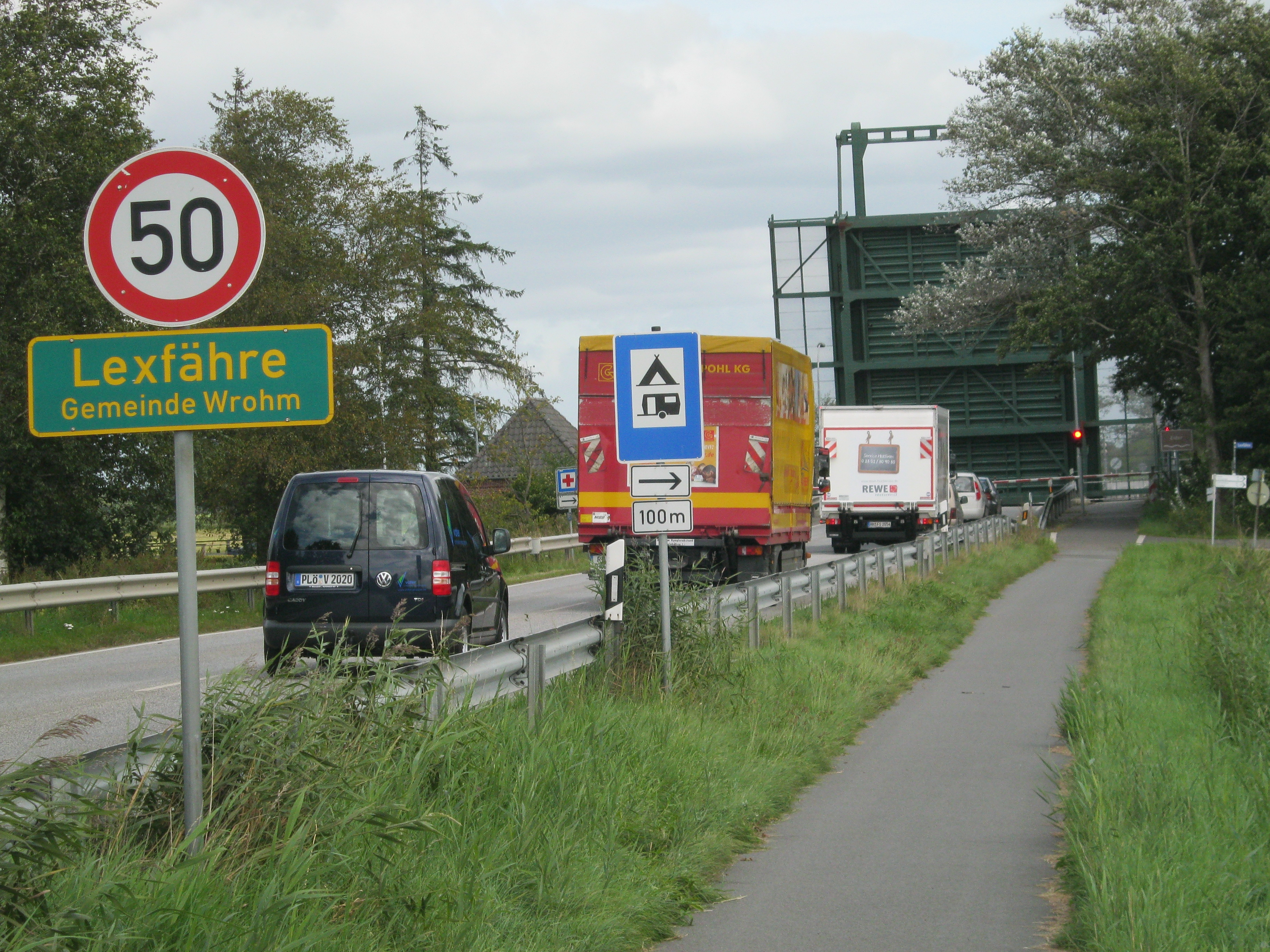
Klappbrücke über die Eider

Wrohm ist eine Gemeinde im Kreis Dithmarschen in Schleswig-Holstein.

## Geografie

### Lage
Die Gemeinde liegt an der Bundesstraße 203 etwa auf halber Strecke zwischen Heide und Rendsburg in einem Eiderbogen an der östlichen Grenze Dithmarschens.
Nachbargemeinden
Nachbargemeinden sind im Uhrzeigersinn im Norden beginnend die Gemeinden Dellstedt (Kreis Dithmarschen), Hamdorf und Prinzenmoor (beide im Kreis Rendsburg-Eckernförde) sowie Osterrade und Süderdorf (beide wiederum im Kreis Dithmarschen).

### Gemeindegliederung
Die Gemeinde besteht aus den Ortsteilen Altenfähre, Lexfähre, Neuenfähre und Wrohm.

## Geschichte
Wrohm liegt auf dem Dithmarscher Geestrücken, der Altmoränenland ist und vor mehr als 100.000 Jahren durch Gletscherablagerungen während der vorletzten Eiszeit entstand. Während der jüngeren Steinzeit gab es die ersten Ansiedlungen, dies belegen Funde von Flintbeilen in der östlichen Feldmark von Wrohm. Im Jahre 1905 waren Arbeiter auf einen Urnenfriedhof aus der Eisenzeit gestoßen und 1988 wurden Tonscherben und ein gut erhaltenes Tongefäß entdeckt; die Funde wurden auf 500 v. Chr. datiert.
Erstmals urkundlich erwähnt wurde Wrohm im Jahre 1447 in einer Klageschrift der Dithmarscher gegen einen Überfall der Holsteiner. Der Name Wrohm soll auf die Lage des Dorfes zurückzuführen sein: „Ort in der Bucht“ oder „Ort im Winkel“. Das Dorf gehörte zum Kirchspiel Tellingstedt.
Am 1. April 1934 wurde die Kirchspielslandgemeinde Tellingstedt aufgelöst. Alle ihre Dorfschaften, Dorfgemeinden und Bauerschaften wurden zu selbständigen Gemeinden/Landgemeinden, so auch Wrohm.

## Politik

### Gemeindevertretung
Bei der Kommunalwahl am 14. Mai 2023 wurden insgesamt neun Sitze vergeben. Diese fielen erneut alle an die Wählergemeinschaft Wrohm. Die Wahlbeteiligung betrug 56,4 %.

### Wappen
Blasonierung: „Durch einen in der Mitte aufgebogenen silbernen Balken von Blau und Grün geteilt. Oben zwei einander zugewendete, springende silberne Fische, unten ein silberner Ochsenkopf.“

## Wirtschaft und Infrastruktur
Von 1905 bis 1937 hatte der Ort einen Bahnanschluss mit der Kreisbahn Norderdithmarschen. Heute liegt hier ein regionaler Omnibusbahnhof, der vor allem von der Buslinie 2820 zwischen Heide und Rendsburg bedient wird.
Im Jahr 2001 wurde vom Kreis Dithmarschen eine neue kombinierte Rettungs- und Feuerwache gebaut, um die Eintreffzeiten des Rettungswagens (RTW) in den ländlichen Gebieten im Osten Dithmarschens zu verringern.
Es befindet sich ein evangelischer Kindergarten, ein Friseur, eine Kirche, zwei Autowerkstätten, ein Restaurant, ein Schlachter und ein Einkaufsladen in der Gemeinde.

## Persönlichkeiten
Söhne und Töchter der Gemeinde
- Hartich Sierk (1588–nach 1664), Landwirt und Chronist
- Greten Handorf, geb. Rohwer (1880–1944), Reederin in Cuxhaven, einziger weiblicher Reeder der damaligen Zeit in Deutschland
- Hermann Glüsing (1908–1981), Politiker (CDU), MdB, Landrat im ehemaligen Kreis Norderdithmarschen
- Harald Denecken (* 1944), Kommunalpolitiker (SPD)